# Vanessa Paradis (álbum)
Vanessa Paradis es el tercer álbum de estudio de la cantante francesa de pop, Vanessa Paradis, lanzado el 21 de septiembre de 1992.
Se vendieron aproximadamente un millón de copias en todo el mundo.

## Listado de canciones
| LP original |                                         |                        |                             |          |  |
| N.º         | Título                                  | Letras                 | Música                      | Duración |  |
| 1.          | «Natural High»                          | Lenny Kravitz          | Lenny Kravitz               | 3:21     |  |
| 2.          | «I'm Waiting for the Man»               | Lou Reed               | Lou Reed                    | 3:25     |  |
| 3.          | «Silver and Gold»                       | Kravitz                | Kravitz                     | 2:43     |  |
| 4.          | «Be My Baby»                            | Gerry DeVeaux, Kravitz | Kravitz                     | 3:41     |  |
| 5.          | «Lonely Rainbows»                       | Kravitz                | Henry Hirsch, Kravitz       | 2:33     |  |
| 6.          | «Sunday Mondays»                        | Kravitz                | Hirsch, Kravitz             | 3:56     |  |
| 7.          | «Your Love Has Got a Handle on My Mind» | Kravitz                | Kravitz                     | 3:56     |  |
| 8.          | «The Future Song»                       | Kravitz                | Kravitz                     | 4:55     |  |
| 9.          | «Paradis»                               |                        | Kravitz                     | 3:03     |  |
| 10.         | «Just as Long as You Are There»         | Kravitz                | Hirsch, Kravitz             | 3:24     |  |
| 11.         | «Gotta Have It» (bonus track)           | Hirsch, Kravitz        | Hirsch, Kravitz, Craig Ross | 2:15     |  |
| 32:57       |                                         |                        |                             |          |  |

## Posicionamiento
| Listas (1992–1993)              | Posición |
| ------------------------------- | -------- |
| Austria                         | 22       |
| Bélgica (IFPI)                  | 4        |
| Países Bajos                    | 44       |
| European Albums (Music & Media) | 19       |
| Francia                         | 1        |
| Alemania                        | 53       |
| Suecia                          | 27       |
| Reino Unido                     | 45       |

## Créditos
- Vanessa Paradis — Voz, coros
- Lenny Kravitz — Armónica, arreglos de cuerdas, bajo, batería, coros, Fender Rhodes, guitarra, Mellotron, sitar, productor
- Sarah Adams —	Viola
- Tony Breit — Bajo
- Debbie Cole —	Coros
- Eric Delente — Violín
- David Domanich — Ingeniero
- Henry Hirsch — Arreglos de cuerdas, bajo, clavecín, órgano Hammond, piano, Wurlitzer
- Soye Kim — Violín
- Richard Mitchell — Coros
- Jean Baptiste Mondino — Fotografía
- B.J. Nelson —	Coros
- Antoine Rooney — Trompeta
- Craig Ross — Guitarra
- Angie Stone —	Coros
- Allen Whear —	Violonchelo
- John Whitfield — Violonchelo